# J0815+4729
J0815+4729 är en ensam stjärna belägen i den mellersta delen av stjärnbilden Lodjuret. Den har en skenbar magnitud av ca 16,5 och kräver ett mycket kraftfullt teleskop för att kunna observeras. Baserat på parallax enligt Gaia Data Release 3 på ca 0,41 mas, beräknas den befinna sig på ett avstånd på ca 8 000 ljusår (ca 2 400 parsek) från solen. Den rör sig närmare solen med en heliocentrisk radialhastighet på ca -108 km/s.

## Egenskaper
J0815+4729 är en gul till vit stjärna i huvudserien av spektralklass F5 V, som har en effektiv temperatur av ca 6 100 K. Stjärnan har en ultralåg metallicitet och dess [Fe/H] troddes först vara under -5,8 dex, vilket skulle göra den till den lägsta metallicitet hos en icke-evolverad stjärna som upptäckts, men reviderades 2020 till -5,49 dex.
J0815+4729s förhållande mellan kol och järn, [C/Fe] är minst 5,0 dex. Stjärnan är också kraftigt berikad på kväve och syre, som kommer från urgasmoln som är förorenat av en enstaka nollmetallicitetssupernova. Bristen på tunga grundämnen, såsom järn, förklaras av att dessa oftast faller tillbaka till kollapsande supernovarester.